# Przekład ustny środowiskowy
Przekład ustny środowiskowy (ang. community interpreting, liaison interpreting) – odmiana tłumaczenia ustnego, a obecnie również dyscyplina badana w różnych ośrodkach akademickich (uniwersytety, szkoły wyższe) i stosowana jako element procesu nauczania tłumaczy. Ten typ tłumaczenia ustnego umożliwia komunikację między osobami niemówiącymi w oficjalnym, urzędowym języku kraju, w którym obecnie przebywają, a urzędnikami i reprezentantami instytucji publicznych świadczących wszelkiego rodzaju usługi celem zapewnienia pełnego i sprawiedliwego dostępu do oferowanych usług. Usługi, w których występuje przekład ustny środowiskowy, to między innymi usługi sektora edukacyjnego, prawnego, medycznego, socjalnego i innych jednostek funkcjonujących publicznie takich jak ośrodki związane z kulturą. Pomimo wielu zbieżności i stosowania podobnych technik tłumaczeniowych, nie należy utożsamiać przekładu ustnego środowiskowego z przekładem ustnym konferencyjnym, ponieważ obydwie dziedziny wywodzą się z różnych środowisk i zapotrzebowań. Na temat przekładu środowiskowego ustnego organizowane są specjalne międzynarodowe konferencje, a nauczaniem tej dziedziny zajmują się prestiżowe szkoły dla tłumaczy.

## Termin w języku polskim
Polskie ujęcie przekładu ustnego środowiskowego zostało przedstawione w Małej encyklopedii przekładoznawstwa pod red. Urszuli Dąmbskiej-Prokop w 2000 roku. Pozycja ta definiuje termin w następujący sposób: 

Community Interpreting tj. tłumaczenie środowiskowe, tłumaczenie bilateralne, zdanie po zdaniu, bez notatek, np. na zebraniach w sytuacji wielojęzyczności, w negocjacjach, gdy tłumacz nie tylko przekazuje treść wypowiedzi, ale także może w tę wypowiedź interweniować (wypowiadać własne zdanie, czy stosować modyfikacje, np. skróty, lub zmianę rejestru).

## Proces przekładu ustnego środowiskowego i tłumacze naturalni
Przyjmuje się, że w procesie przekładu środowiskowego ustnego uczestniczą najczęściej trzy strony, z których dwie posiadają całkowicie odmienny status publiczny, np. przebywający w Polsce imigrant niemówiący po polsku, który próbuje uzyskać prawo do pobytu od instytucji rządowych będących drugą stroną. Trzecią stroną jest natomiast tłumacz. Pierwsza ze stron charakteryzuje się brakiem praw publicznych, natomiast druga ze stron posiada władzę zagwarantowaną przez konstytucję. O ile w przekładzie ustnym konferencyjnym wymagani są wykwalifikowani i kompetentni tłumacze, to w przekładzie ustnym środowiskowym często rolę tłumacza, oprócz wykwalifikowanych tłumaczy, pełnią osoby całkowicie niezwiązane z dziedziną translatoryki i lingwistyki. Najczęstszym przykładem osób pełniących funkcję tłumaczy ustnych środowiskowych są dzieci imigrantów, które urodziły się bądź dorosły w kraju, do którego przybyli ich rodzice. Istotne jest również, aby posiadały one wiedzę na temat oficjalnego języka i kultury kraju, w którym mieszkają. Najczęstszymi sytuacjami, gdzie takie tłumaczenie ma miejsce, są wizyty w różnego rodzaju urzędach, ośrodkach pomocy medycznej czy również podczas zakupów wymagających porozumienia się ze sprzedawcą. Niewykwalifikowaną osobę pełniącą funkcję tłumacza ustnego środowiskowego najczęściej określa się terminem „tłumacz naturalny”.

## Kwestie etyczne w przekładzie ustnym środowiskowym
Ze względu na występowanie tłumaczy naturalnych przekład środowiskowy ustny niesie za sobą wiele kwestii natury etycznej. Uznaje się, iż osoba pełniąca rolę tłumacza środowiskowego ustnego powinna wykazywać się wiedzą na temat języków i ich wariantów stylistycznych, a także wiedzą dotyczącą kultury i obyczajów państw, z których obydwie ze stron pochodzą. W zetknięciu między dwiema stronami, które pochodzą z różnych kultur, istnieje zagrożenie nieodpowiedniego przekazania informacji w kanale komunikacyjnym. Tłumacz jako trzecia strona obecna w rozmowie musi być w stanie nie tylko zrozumieć intencje pozostałych dwóch stron, ale musi także przekazać pierwotną informację na tyle dokładnie, jak to możliwe i w odpowiednim rejestrze. Dodatkowo osoba pełniąca funkcję tłumacza powinna być zaznajomiona z normami prawnymi i zasadami funkcjonowania ośrodka, w którym przeprowadzane jest tłumaczenie. Przykładowo informacje wypowiadane przez osobę w języku potocznym powinny zostać przez tłumacza przetłumaczone na tyle dokładnie, aby zachować znaczenie wypowiedzi, jednakże dostosowując rejestr wypowiedzi do odpowiadającej sytuacji, np. do pobytu w urzędzie, gdzie zazwyczaj używa się stylu urzędowo-kancelaryjnego.
Tłumacz powinien pozostawać bezstronnym, aby wykonać swoją pracę najrzetelniej, jak to tylko możliwe. Niekiedy zdarzają się wypadki, że tłumaczem okazuje się być osoba pochodząca z tego samego kręgu kulturowego, z którego pochodzi również jedna ze stron. Taka sytuacja rodzi podejrzenia, czy dokonywany przekład jest rzetelny i czy tłumacz nie działa na korzyść jednej z osób, powodując tym samym potencjalną szkodę dla drugiego rozmówcy. Co więcej pozycja tłumacza ustnego środowiskowego bywa często postrzegana dwojako. Zdarza się, iż klienci wymagają od tłumacza, aby był niejako adwokatem w ich sprawie, a niekiedy, mimo rzetelnej i bezstronnie wykonywanej pracy, strony mogą być nieufne wobec tłumacza.
Zdarzają się również sytuacje, w których to tłumacz staje się podmiotem odpowiedzialnym za przebieg dyskusji poprzez podtrzymywanie rozmowy i wszelkiej interakcji pomiędzy stronami.

## Przekład ustny środowiskowyMałgorzaty Tryuk
W Polsce temat przekładu ustnego środowiskowego po raz pierwszy został szerzej omówiony i przedstawiony przez Małgorzatę Tryuk w jej autorskiej książce Przekład ustny środowiskowy z 2006 roku, wydanej przez Wydawnictwo Naukowe PWN. Autorka zawarła w książce dokładny opis zjawiska przekładu ustnego środowiskowego i zaznacza jakoby miałby to być „jeden z najstarszych rodzajów tłumaczenia w historii”. Małgorzata Tryuk w swojej pracy kładzie nacisk na potrzebę szkolenia tłumaczy środowiskowych ustnych, a także porównuje przekład ustny środowiskowy z przekładem ustnym konferencyjnym. Autorka zawarła również dane statystyczne dotyczące badań nad przekładem ustnym środowiskowym w Polsce i na świecie. Książka oferuje również szeroko opisane role, jakich musi podejmować się tłumacz w procesie przekładu ustnego środowiskowego, a także ukazuje wiele przykładów wydarzeń historycznych, gdzie został zastosowany przekład ustny środowiskowy ukazując jego wady i zalety.